# Jerzy Samiec
Jerzy Samiec (ur. 27 marca 1963 w Cieszynie) – polski biskup luterański, zwierzchnik Kościoła Ewangelicko-Augsburskiego w RP, w latach 2016–2021 prezes Polskiej Rady Ekumenicznej.

## Życiorys
Syn Oskara i Lidii z domu Fryda, pochodzi z Puńcowa. Ukończył Technikum Mechanizacji Rolnictwa w Cieszynie, następnie rozpoczął studia na Chrześcijańskiej Akademii Teologicznej w Warszawie, którą ukończył w 1988 roku. 22 stycznia 1989 roku w Zabrzu wraz z Adrianem Korczago został ordynowany na duchownego przez ks. bpa Janusza Narzyńskiego.
Z dniem ordynacji skierowany do pracy w parafiach w Zabrzu i Gliwicach. W 1990 roku poślubił w Cieszynie Beatę Michałek. Po przejściu w 1992 roku na emeryturę ks. Alfreda Figaszewskiego został proboszczem Parafii Ewangelicko-Augsburskiej w Gliwicach. Powołał do życia Ewangelickie Towarzystwo Edukacyjne, które prowadzi społeczną szkołę podstawową, gimnazjum oraz liceum. W latach 1994–2000 był Diecezjalnym Duszpasterzem Młodzieży Diecezji Katowickiej. W latach 2002–2008 był Diecezjalnym Duszpasterzem Ewangelizacyjno-Misyjnym. W latach 2003–2009 był prezesem Stowarzyszenia Księży i Katechetów Kościoła Ewangelicko-Augsburskiego w RP. Nieprzerwanie od roku 1997 jest członkiem Rady Centrum Misji i Ewangelizacji Kościoła.
14 kwietnia 2007 został wybrany na prezesa Synodu podczas pierwszej sesji XII Synodu Kościoła w Wiśle.
17 października 2009 roku w czasie obrad szóstej sesji XII Synodu Kościoła wybrano ks. Jerzego Samca Zwierzchnikiem Kościoła. Otrzymał on 38 głosów spośród 63 oddanych. Po tym wyborze zrezygnował z funkcji prezesa Synodu. Jego następcą został wybrany ks. Waldemar Pytel. Wybór na Biskupa Kościoła wiązał się z rezygnacją z funkcji proboszcza w Gliwicach oraz przeprowadzką do Warszawy.
Uroczystość konsekracji odbyła się 6 stycznia 2010 roku w Kościele Świętej Trójcy w Warszawie. Konsekracji dokonał bp Janusz Jagucki, bp Miloš Klatik, zwierzchnik Kościoła Ewangelicko-Augsburskiego Słowacji, oraz bp Hans-Jürgen Abromeit, zwierzchnik Pomorskiego Kościoła Ewangelickiego. W uroczystości wzięli udział przedstawiciele kościołów ewangelickich z Niemiec, Czech, Słowacji, Szwecji, Ukrainy, Rosji oraz Wielkiej Brytanii.
We wrześniu 2011 roku bp Jerzy Samiec został wybrany na pięcioletnią kadencję wiceprezesem Zarządu Polskiej Rady Ekumenicznej. Jest członkiem Komisji Wspólnej Przedstawicieli Rządu RP i Polskiej Rady Ekumenicznej.
W 2016 roku został prezesem Polskiej Rady Ekumenicznej na pięcioletnią kadencję, zastępując na tym stanowisku arcybiskupa Jeremiasza. W 2021 jego następcą został superintendent naczelny ks. Andrzej Malicki z Kościoła Ewangelicko-Metodystycznego. 
26 maja 2018 został za swoje działania na rzecz pojednania polsko-niemieckiego odznaczony Wielkim Krzyżem Zasługi Orderu Zasługi Republiki Federalnej Niemiec.
Od 1 lutego 2019 r. powierzona została mu opieka duszpasterska nad studentami luteranami Chrześcijańskiej Akademii Teologicznej.
30 maja 2019 został członkiem Rady Uczelni Chrześcijańskiej Akademii Teologicznej w Warszawie.
12 października 2019 został wybrany na urząd zwierzchnika Kościoła na drugą 10-letnią kadencję.